# Girolamo Abos
Girolamo Abos, dit també Avoz i Avossa (La Valletta, Malta, 15 de novembre de 1715 - Nàpols octubre de 1760), fou un compositor maltès.
Fou el seu mestre el cèlebre Leonardo Leo; desenvolupà els càrrecs de professor del Conservatori de Nàpols, on entre altres alumnes tingué a Giovanni Paisiello i Giacomo Insanguine i, mestre de capella de la catedral de la mateixa ciutat. Escrigué diverses composicions de música religiosa i algunes òperes, dues de les quals, titulades Tito Manlio i Ceso, foren representades a Londres el 1756. El seu deixeble més cèlebre fou Aprice.

## Òperes
Es coneixen 14 òperes de Di Abos, l'any i la ciutat es refereix a la primera representació.
- Le due zingare simili (opera buffa, llibret d'Antonio Palomba, 1742, Nàpols, Teatro Nuovo)
- Il geloso (commedia, llibret d'Antonio Palomba, primavera 1743, Nàpols, Teatro dei Fiorentini)
- Le furberie di Spilletto (commedia, carnestoltes 1744, Florència, Teatro del Cocomero)
- La serva padrona (opera buffa, llibret de Gennaro Antonio Federico, carnestoltes 1744, Nàpols)
- La moglie gelosa (commedia, llibret d'Antonio Palomba, 1745, Nàpols, Teatro dei Fiorentini)
- Adriano in Siria (dramma per musica, llibret de Pietro Metastasio, carnestoltes 1746, Florència, Teatro alla Pergola)
- Artaserse (dramma per musica, llibret de Pietro Metastasio, carnestoltes 1746, Venècia, Teatro di San Giovanni Crisostomo)
- Pelopida (dramma per musica, llibret de Gaetano Roccaforte, 1747, Roma, Teatro Argentina)
- Alessandro nelle Indie (dramma per musica, llibret de Pietro Metastasio, 1747, Ancona, Teatro La Fenice)
- Arianna e Teseo (dramma per musica, llibret de Pietro Pariati, 26 dicembre 1748, Roma, Teatro delle Dame)
- Tito Manlio (dramma per musica, llibret de Gaetano Roccaforte, 30 maggio 1751, Nàpols, Teatro San Carlo)
- Erifile (dramma per musica, llibret de Giovanni Battista Neri, 1752, Roma, Teatro delle Dame)
- Lucio Vero o sia Il Vologeso (opera seria, llibret d'Apostolo Zeno, 18 dicembre 1752, Nàpols, Teatro San Carlo)
- Il Medo (dramma per musica, llibret de Carlo Innocenzo Frugoni, 1753, Torí, Teatro Regio)